# Grazzanise
Grazzanise est une commune italienne de la province de Caserte, dans la région Campanie.

## Administration
| Période                                  | Période | Identité | Étiquette | Qualité |
| ---------------------------------------- | ------- | -------- | --------- | ------- |
|                                          |         |          |           |         |
| Les données manquantes sont à compléter. |         |          |           |         |

### Hameaux
Brezza, Borgo Appio

### Communes limitrophes
Cancello e Arnone, Capoue, Casal di Principe, Falciano del Massico, Francolise, Pignataro Maggiore, Santa Maria la Fossa, Vitulazio